# Dibezzia himalayae
Dibezzia himalayae är en tvåvingeart som beskrevs av Jean-Jacques Kieffer 1911. Dibezzia himalayae ingår i släktet Dibezzia och familjen svidknott. Inga underarter finns listade i Catalogue of Life.